# Шелкова, Галина Дмитриевна
Гали́на Дми́триевна Шелко́ва (1940―2021) ― российская бурятская театральная актриса, Заслуженная артистка Бурятской АССР (1973), Народная артистка Бурятской АССР (1976), Заслуженная артистка РСФСР (1979), Народная артистка Российской Федерации (2000), актриса Государственного Русского драматического театра им. Н.А. Бестужева.

## Биография
Родилась 28 марта 1940 года в городе Кинешма, Ивановской области, РСФСР.
Работала в Кинешемском драматическом театре им. А.Н. Островского, где сыграла ряд ведущих ролей: Галя «Слепое счастье», Моника «И один в поле воин», Аня «Вишневый сад». 
С 1961 года начала служить в Русском драматическом театре имени Николая Бестужева в Улан-Удэ. В 1972 году окончила Восточно-Сибирский институт культуры, занималась в классе педагога Н.Е. Логачева. В начале работы в улан-удэнском театре актриса сыграла такие роли, как Валентина («Валентин и Валентина» М. Рощина), Алиман («Материнское поле» Ч. Айтматова), Дженни-Малина («Трехгрошовая опера» Б. Брехта), 
На сцене театра Шелкова сыграла немало ролей, ставших поистине знаковыми в театральном мире Бурятии. Это и Анна в спектакле «Звезды на утреннем небе» по пьесе (А. Галин), Бабка Феня в спектакле «По соседству мы живем (С.Лобозеров), и Сверчкова «Жанна» (А. Галин).
В более поздний период работы в театре она исполнила роли: Голда («Поминальная молитва» Г. Горина), Полина Андреевна («Чайка» А. Чехова), царица Мария  («Смута» по трилогии А. Толстого), Анна Кеннеди в трагедии Ф. Шиллера «Мария Стюарт» – всегда были наделены умом, женским обаянием, артистизмом, изяществом, вкусом, чувством меры и правды.
Обладала обширным ролевым диапазоном, это видно на примере таких ролей, как: Надежда Крупская «Первые ласточки» Ш. Шагалиев, Мадлена «Кабала святош» М. Булгаков, Софья Ивановна «Пока она умирала» Н. Птушкина, Софья Петровна «Дядюшкин сон» Ф. Достоевский, Шарлота Ивановна «Вишневый сад» А.Чехов, Милли «Здесь живут люди» А. Фугард.
Галина Шелкова принимала участие в Днях культуры в Бурятии в Москве в 1983, в юбилейном творческом отчете театра в Москве в 1988, в гастролях в Монголии в 1990 году.
Её работы последних лет проникнуты особой мудростью, отточенностью, особой выразительностью. К примеру, одна из таких – роль пожилой женщины в спектакле «Жанна» Ярославы Пулинович вызвала ряд хороших отзывов театральных критиков на международном театральном фестивале «Встречи в Одессе» в 2013 году.
Награждена медалью «За доблестный труд» (1970), дипломом II степени Всероссийского фестиваля, посвященного 100-летию со дня рождения В.И. Ленина за роль Варюхи в «Поднятой целине» (М. Шолохов), Орденом «Знак Почёта» (1988), Почётной грамотой Народного Хурала Республики Бурятия (2015). Лауреат Государственной премии Республики Бурятия (1992).
За большой вклад в области российского театрального искусства Галина Дмитриевна Шелкова удостоена почётных званий: «Заслуженная артистка Бурятской АССР» (1973), «Народная артистка Бурятской АССР» (1976), «Заслуженная артистка РСФСР» (1979), «Народная артистка Российской Федерации» (2000).
Ушла со сцены по состоянию здоровья в октябре 2017 года, прослужив в театре 56 лет.
Умерла 7 ноября 2021 года в Улан-Удэ.

## Театральные роли
- Валентина («Валентин и Валентина» М. Рощин)
- Карола («Проснись и пой» М. Дьярфаш)
- Алиман («Материнское поле» Ч. Айтматов, 1977)
- Дженни Малина («Трехгрошовая опера» Б. Брехт, 1974)
- Нисса («Дурочка» Лопе де Вега 1978)
- Леонора («Девушка с кувшином» Лопе де Вега)
- Мирра («В списках не значился» Б. Васильев, 1973)
- Агния («Не все коту масленица» А. Островский, 1976)
- Бабка Феня («По соседству мы живем» С. Лобозеров)
- Сверчкова («Жанна» А. Галин)
- Анна («Звезды на утреннем небе» А. Галин)
- София («Искусство обольщать» Ж. Пуаре)
- Анхелина («Дикарь» А. Касоны)
- Мадлена («Кабала святош» М. Булгаков)
- Полина Андреевна («Чайка» А. Чехов)
- Голда («Поминальная молитва» Г. Горин)
- Царица Мария («Смута» по трилогии А. Толстой)
- Мать («Пока она умирала» Н. Птушкина)
- Бабка («Семейный портрет с дензнаками» С. Лобозеров)
- Софья Петровна («Дядюшкин сон» Ф. Достоевский)
- Анна Кеннеди («Мария Стюарт» Ф. Шиллер)
- Шарлотта Ивановна («Вишневый сад» А. Чехов)
- Варюха «Поднятой целине» (М. Шолохов)

## Фильмография
- 1990 ― Нет чужой земли  ― Федосья Захаровна
- 1988 ― По соседству мы живем (фильм-спектакль) ― бабка Феня